# Ministro principal de Gibraltar
El ministro principal de Gibraltar es el jefe del Gobierno de Gibraltar de Su Majestad. Además, es el líder del mayor partido del Parlamento de Gibraltar, formalmente nombrado por el Gobernador de Gibraltar, representante de la Corona británica.
Fue creado tras la concesión de las primeras medidas de autogobierno en 1964 a la ya entonces colonia de Gibraltar por parte de la Corona británica. Desde entonces ha habido seis ministros principales (uno de ellos durante mandatos no consecutivos). El actual ministro principal es, desde diciembre de 2011, Fabian Picardo.

## Lista de ministros principales (desde 1964)
| #                                                                  | Nombre                              | Nombre | Nombre                    | Inicio                 | Final                  | Partido | Elecciones                      | Gobernador                     | Monarca               | Monarca               |
| ------------------------------------------------------------------ | ----------------------------------- | ------ | ------------------------- | ---------------------- | ---------------------- | ------- | ------------------------------- | ------------------------------ | --------------------- | --------------------- |
| Ministro principal de Gibraltar (Colonia de la Corona)             |                                     |        |                           |                        |                        |         |                                 |                                |                       |                       |
| 1.º                                                                |                                     |        | Joshua Hassan (1915-1997) | 11 de agosto de 1964   | 6 de agosto de 1969    | AACR    | 1964                            | Alfred Dudley Ward (1962-1965) | Isabel II (1952-2022) | Isabel II (1952-2022) |
| 1.º                                                                | Gerald William Lathbury (1965-1969) |        | Joshua Hassan (1915-1997) | 11 de agosto de 1964   | 6 de agosto de 1969    | AACR    | 1964                            |                                | Isabel II (1952-2022) | Isabel II (1952-2022) |
| 1.º                                                                | Varyl Cargill Begg (1969-1973)      |        | Joshua Hassan (1915-1997) | 11 de agosto de 1964   | 6 de agosto de 1969    | AACR    | 1964                            |                                | Isabel II (1952-2022) | Isabel II (1952-2022) |
| 2.º                                                                |                                     |        | Robert Peliza (1920-2011) | 6 de agosto de 1969    | 25 de junio de 1972    | IWBP    | 1969                            |                                | Isabel II (1952-2022) | Isabel II (1952-2022) |
| 3.º                                                                |                                     |        | Joshua Hassan (1915-1997) | 25 de junio de 1972    | 1 de mayo de 1983      | AACR    | 1972                            |                                | Isabel II (1952-2022) | Isabel II (1952-2022) |
| 3.º                                                                |                                     | 1976   | Joshua Hassan (1915-1997) | 25 de junio de 1972    | 1 de mayo de 1983      | AACR    | John Grandy (1973-1978)         |                                | Isabel II (1952-2022) | Isabel II (1952-2022) |
| 3.º                                                                | William Jackson (1978-1982)         | 1976   | Joshua Hassan (1915-1997) | 25 de junio de 1972    | 1 de mayo de 1983      | AACR    |                                 |                                | Isabel II (1952-2022) | Isabel II (1952-2022) |
| 3.º                                                                | 1980                                |        | Joshua Hassan (1915-1997) | 25 de junio de 1972    | 1 de mayo de 1983      | AACR    |                                 |                                | Isabel II (1952-2022) | Isabel II (1952-2022) |
| 3.º                                                                | David Williams (1982-1985)          |        | Joshua Hassan (1915-1997) | 25 de junio de 1972    | 1 de mayo de 1983      | AACR    |                                 |                                | Isabel II (1952-2022) | Isabel II (1952-2022) |
| Ministro principal de Gibraltar (Territorio Británico Dependiente) |                                     |        |                           |                        |                        |         |                                 |                                |                       |                       |
| 3.º                                                                |                                     |        | Joshua Hassan (1915-1997) | 1 de mayo de 1983      | 8 de diciembre de 1987 | AACR    | 1980                            | David Williams (1982-1985)     | Isabel II (1952-2022) | Isabel II (1952-2022) |
| 3.º                                                                | 1984                                |        | Joshua Hassan (1915-1997) | 1 de mayo de 1983      | 8 de diciembre de 1987 | AACR    |                                 | David Williams (1982-1985)     | Isabel II (1952-2022) | Isabel II (1952-2022) |
| 3.º                                                                | Peter Terry (1985-1989)             |        | Joshua Hassan (1915-1997) | 1 de mayo de 1983      | 8 de diciembre de 1987 | AACR    |                                 |                                | Isabel II (1952-2022) | Isabel II (1952-2022) |
| 4.º                                                                |                                     |        | Adolfo Canepa (n. 1940)   | 8 de diciembre de 1987 | 25 de marzo de 1988    | AACR    |                                 |                                | Isabel II (1952-2022) | Isabel II (1952-2022) |
| 5.º                                                                |                                     |        | Joe Bossano (n. 1939)     | 25 de marzo de 1988    | 17 de mayo de 1996     | GSLP    | 1988                            |                                | Isabel II (1952-2022) | Isabel II (1952-2022) |
| 5.º                                                                | Derek Reffell (1989-1993)           |        | Joe Bossano (n. 1939)     | 25 de marzo de 1988    | 17 de mayo de 1996     | GSLP    | 1988                            |                                | Isabel II (1952-2022) | Isabel II (1952-2022) |
| 5.º                                                                | 1992                                |        | Joe Bossano (n. 1939)     | 25 de marzo de 1988    | 17 de mayo de 1996     | GSLP    |                                 |                                | Isabel II (1952-2022) | Isabel II (1952-2022) |
| 5.º                                                                | John Chapple (1993-1995)            |        | Joe Bossano (n. 1939)     | 25 de marzo de 1988    | 17 de mayo de 1996     | GSLP    |                                 |                                | Isabel II (1952-2022) | Isabel II (1952-2022) |
| 5.º                                                                | Hugo White (1995-1997)              |        | Joe Bossano (n. 1939)     | 25 de marzo de 1988    | 17 de mayo de 1996     | GSLP    |                                 |                                | Isabel II (1952-2022) | Isabel II (1952-2022) |
| 6.º                                                                |                                     |        | Peter Caruana (n. 1956)   | 17 de mayo de 1996     | 21 de mayo de 2002     | GSD     | 1996                            |                                | Isabel II (1952-2022) | Isabel II (1952-2022) |
| 6.º                                                                | Richard Luce (1997-2000)            |        | Peter Caruana (n. 1956)   | 17 de mayo de 1996     | 21 de mayo de 2002     | GSD     | 1996                            |                                | Isabel II (1952-2022) | Isabel II (1952-2022) |
| 6.º                                                                |                                     | 2000   | Peter Caruana (n. 1956)   | 17 de mayo de 1996     | 21 de mayo de 2002     | GSD     | David Durie (2000-2003)         |                                | Isabel II (1952-2022) | Isabel II (1952-2022) |
| Ministro principal de Gibraltar (Territorio Británico de Ultramar) |                                     |        |                           |                        |                        |         |                                 |                                |                       |                       |
| 6.º                                                                |                                     |        | Peter Caruana (n. 1956)   | 21 de mayo de 2002     | 9 de diciembre de 2011 | GSD     | 2000                            | David Durie (2000-2003)        | Isabel II (1952-2022) | Isabel II (1952-2022) |
| 6.º                                                                |                                     | 2003   | Peter Caruana (n. 1956)   | 21 de mayo de 2002     | 9 de diciembre de 2011 | GSD     | Francis Richards (2003-2006)    |                                | Isabel II (1952-2022) | Isabel II (1952-2022) |
| 6.º                                                                | Robert Fulton (2006-2009)           | 2003   | Peter Caruana (n. 1956)   | 21 de mayo de 2002     | 9 de diciembre de 2011 | GSD     |                                 |                                | Isabel II (1952-2022) | Isabel II (1952-2022) |
| 6.º                                                                | 2007                                |        | Peter Caruana (n. 1956)   | 21 de mayo de 2002     | 9 de diciembre de 2011 | GSD     |                                 |                                | Isabel II (1952-2022) | Isabel II (1952-2022) |
| 6.º                                                                | Adrian Johns (2009-2013)            |        | Peter Caruana (n. 1956)   | 21 de mayo de 2002     | 9 de diciembre de 2011 | GSD     |                                 |                                | Isabel II (1952-2022) | Isabel II (1952-2022) |
| 7.º                                                                |                                     |        | Fabian Picardo (n. 1972)  | 9 de diciembre de 2011 | en el cargo            | GSLP    | 2011                            |                                | Isabel II (1952-2022) | Isabel II (1952-2022) |
| 7.º                                                                |                                     | 2015   | Fabian Picardo (n. 1972)  | 9 de diciembre de 2011 | en el cargo            | GSLP    | James Dutton (2013-2016)        |                                | Isabel II (1952-2022) | Isabel II (1952-2022) |
| 7.º                                                                |                                     | 2019   | Fabian Picardo (n. 1972)  | 9 de diciembre de 2011 | en el cargo            | GSLP    | Edward Grant Martin (2016-2020) |                                | Isabel II (1952-2022) | Isabel II (1952-2022) |
| 7.º                                                                | David Steel (2020-act.)             | 2019   | Fabian Picardo (n. 1972)  | 9 de diciembre de 2011 | en el cargo            | GSLP    |                                 |                                | Isabel II (1952-2022) | Isabel II (1952-2022) |
| 7.º                                                                |                                     | 2023   | Fabian Picardo (n. 1972)  | 9 de diciembre de 2011 | en el cargo            | GSLP    | Carlos III (2022-act.)          | Carlos III (2022-act.)         |                       |                       |

### Línea temporal
- Datos: Q585760
- Multimedia: Chief Ministers of Gibraltar / Q585760